# Henri-Gustave Saltzmann
Pour les articles homonymes, voir Saltzmann.
Henri-Gustave Saltzmann (Colmar, 31 août 1811 - Nyon, 28 novembre 1872) est un peintre et dessinateur français.

## Biographie
Élève de Charles-Caïus Renoux et d'Alexandre Calame, installé en Suisse à partir de 1852, il expose des vues d'Italie et de France aux Salons parisiens entre 1846 et 1865. Théophile Gautier le rapproche de Louis-Nicolas Cabat.
Son tombeau au cimetière de Lancy, en Suisse, est d'Auguste Bartholdi.
De nombreuses sources, mélangeant leurs travaux, font d'Henri-Gustave le frère d'Auguste Salzmann, ce qui n'est pas le cas comme l'ont démontré Régis Hueber et Christian Charles Emig.

## Œuvres
- Ruine, 13 août, 1852
- Le métier à tisser
- Campagne Romaine
- Côte méditerranéenne avec château, Musée du Louvre (Voir)
- Paysage de campagne italienne
- La Cascade, Musée d'art et d'histoire de Genève
- Environs de Rome, Musée d'art et d'histoire de Genève
- La vallée du Poussin aux environs de Rome